# Аглонская базилика
Аглонская базилика (латыш. Aglonas bazilika) — католический храм в Латвии, памятник виленского барокко. Расположен в восточной части страны, у берега озера Циришс в селе Аглона. Единственный храм в Латвии со статусом малой базилики. Центр паломничества.
9 сентября 1993 года Аглону посетил Папа Иоанн Павел II и на вновь обустроенной освящённой площади отслужил Понтификальную мессу, в которой участвовало около 380 000 паломников.
Самым значительным праздником Аглонской базилики является день Вознесения Богоматери 15 августа, когда ежегодно сюда прибывают более 150 000 паломников.

## История
В 1699 году по приглашению помещиков Иевы и Дадзиборга Шостовицких сюда прибыли монахи доминиканского ордена из Вильнюса, которые построили первую деревянную церковь в живописном месте между озёрами Циришу и Эглес. В 1768—1789 годах вместо старой церкви была построена церковь из кирпича в стиле барокко вместе с примыкающим к ней зданием монастыря. Церковь была построена в честь Вознесения Богоматери, а над главным алтарём находится икона Пресвятой Богородицы, выполненная неизвестным художником в XVII веке.
После восстания 1863 года российские власти запретили принимать в католические ордена новых послушников. В конце XIX века в Аглоне умер последний доминиканец, и храмом стали управлять епархиальные священники. В 1920 году в Аглоне был рукоположён первый латышский епископ — Антоний Спрингович, сделавший Аглону центром возрождённого Рижского епископства.
В июльские дни 1944 года при приближении фронта священник вывез икону и сохранил в сарае на хуторе, потом икона вернулась в алтарь церкви.
В 1980 году в связи с 200-летием церкви папа Иоанн Павел II присвоил Аглонской церкви статус «basilica minoris» («малая базилика»).
В 1992—1993 годах под руководством декана Андрейса Аглониетиса была проведена реконструкция базилики и прилегающей территории.

## Хор базилики

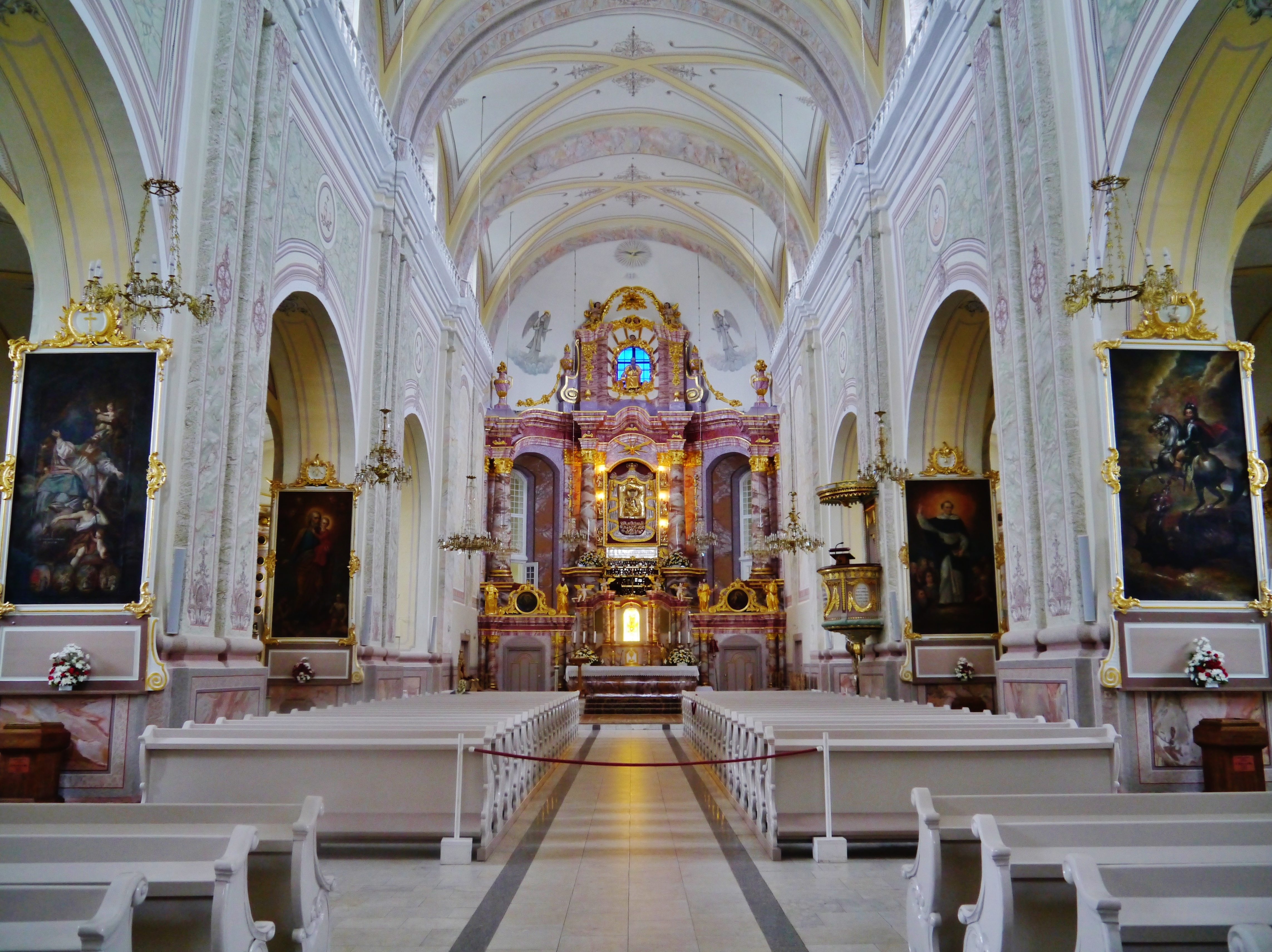
Интерьер базилики

В январе 1993 года по инициативе декана Андрейса Аглониетиса и под руководством органистки базилики Иевы Лаздане был создан хор «Magnificat». В хоре более 40 участников — музыкантов, органистов, учителей, врачей со всей Восточной Латвии.
В репертуаре хора более 200 произведений — кантаты, мессы, духовные хоралы, псалмы, а также светская музыка. Хор принимал участие при встрече Папы. Он также поёт во время всех важнейших церковных праздников.
В конце 1993-го — начале 1994 года хор «Magnificat» гостил в Мюнхене — во время встречи движения Тезе. На Пасху 1996 года хор побывал в святых местах Европы — Закопане (Польша), Альтетинге (Германия), Лазалетт, Лурде (Франция), Торесиодано, Монтсерратте (Испания).
При базилике действует детская хоровая школа, в которой учатся 38 будущих церковных хористов и органистов. Дирижёром хора и художественным руководителем является органистка базилики Иева Лаздане.

## Достопримечательности
В память о легенде, что в Аглоне покоится первый литовский король Миндовг, рядом с базиликой было решено установить ему памятник. Статуя работы скульптора Видмантаса Гиликиса была открыта 20 сентября 2015 года.